# Eremoleon triguttatus
Eremoleon triguttatus är en insektsart som först beskrevs av Navás 1914.  Eremoleon triguttatus ingår i släktet Eremoleon och familjen myrlejonsländor. Inga underarter finns listade i Catalogue of Life.